# Miercurea Sibiului
Miercurea Sibiului je město v župě Sibiu v Rumunsku. Žije zde přibližně 3 600 obyvatel. Administrativní součástí města jsou i dvě okolní vesnice.

## Části
- Miercurea Sibiului – 1 637[2] obyvatel
- Apoldu de Sus – 1 290 obyvatel
- Dobârca – 692 obyvatel